# Groseillier à fleurs
Pour les articles homonymes, voir Cassis.
Ribes sanguineum
Espèce
Classification APG III (2009)
Le Groseillier à fleurs, le Cassis-fleur ou le Groseillier sanguin (Ribes sanguineum) est une espèce de plantes à fleurs du genre Ribes de la famille des Grossulariaceae. C'est un arbuste originaire de l'ouest des États-Unis.

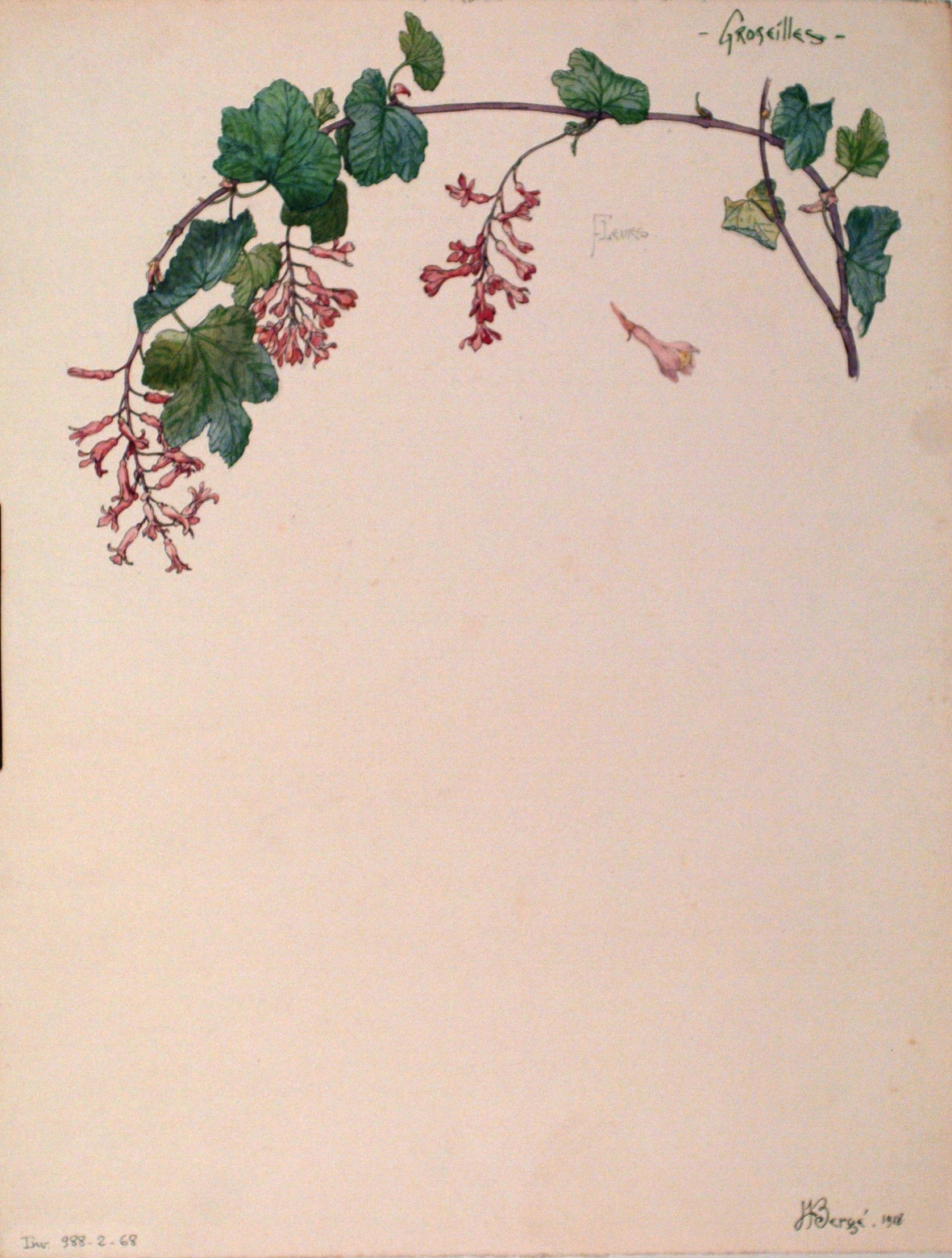
Étude d'un groseillier à fleurs, 1918, Henri Bergé, musée de l'Ecole de Nancy.

## Aire de répartition
La plante est originaire de l'ouest des États-Unis.

## Utilisation
Le Groseillier à fleurs est cultivé aussi en Europe à des fins ornementales en isolé ou en haie fleurie.
C'est une plante nectarifère utile pour alimenter les abeilles en début de saison.

## Description
Le groseillier à fleurs est un arbuste au port arrondi à feuilles caduques pouvant mesurer 2 à 2,5 m de haut et de large.
L'écorce est gris brunâtre avec des lenticelles brun pâle proéminentes.

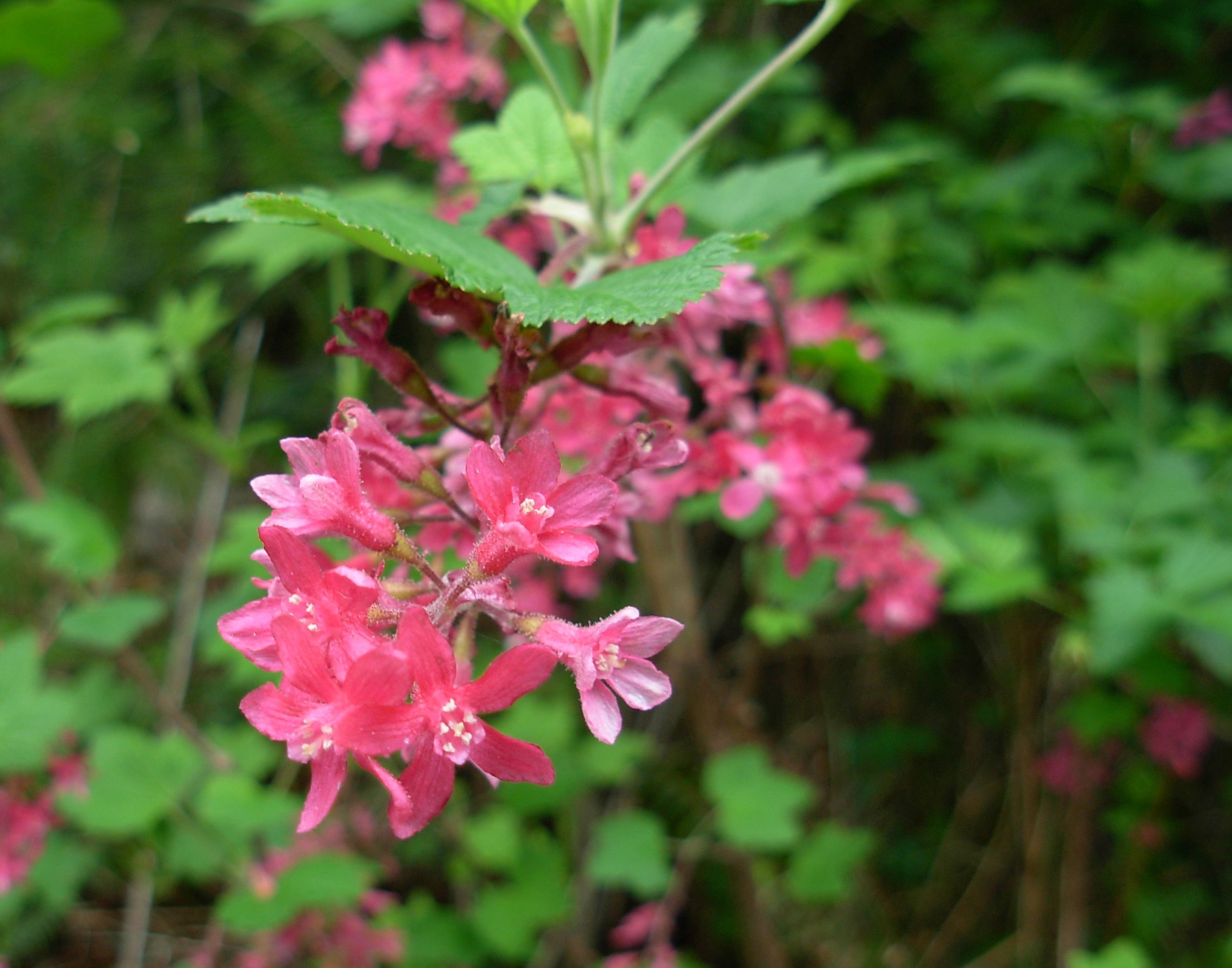
Fleurs de Ribes sanguineum.

Les feuilles palmées à cinq lobes font 7 cm de long et 2 cm de large; lorsqu'elles sont jeunes au printemps, elles ont un fort parfum résineux.

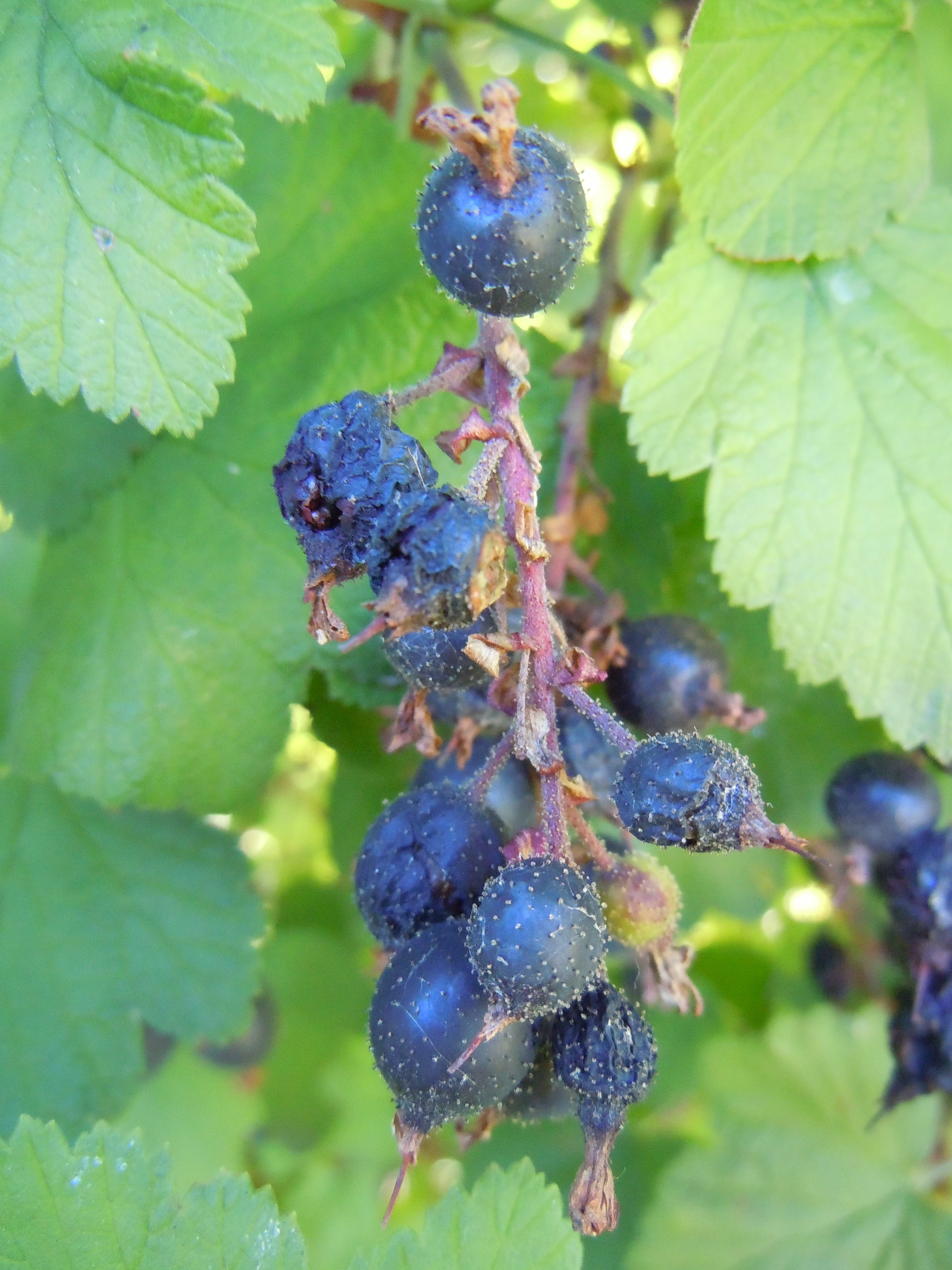
Fruits de Ribes sanguineum.

Les fleurs sont produites au début du printemps en même temps que les feuilles apparaissent, sur des grappes ballantes de 3-7 cm de long avec 5-30 fleurs; chaque fleur mesure 5-10 mm de diamètre, avec cinq pétales roses, rouges ou blancs.
Le fruit est une baie ovale violet foncé d'environ 8 mm de long, comestibles, mais sèche et au goût fade.

## Culture
- Exposition : soleil, mi-ombre
- Type de sol : ordinaire, de préférence riche, humide et bien drainé
- Rusticité : rustique, Zones USDA: 5-10. Tolère les embruns
- Croissance : rapide
- Multiplication : par bouturage de tige ajoutée en été ou boutures à talon en hiver
- Entretien : tailler le bois sec